# Il mistero degli studi Kellerman
Il mistero degli studi Kellerman (The Secret of Kellerman's Studio, intitolato originariamente The Mystery Hideout), pubblicato nel 1976, è un breve romanzo giallo per ragazzi del 1976 di Ken Follett. È una delle prime opere di Follett, nonché il secondo dei due romanzi per ragazzi da lui pubblicati con lo pseudonimo di Martin Martinsen (il precedente è Il pianeta dei bruchi, dello stesso anno).
È considerata, in genere, una sua opera minore, e come altri tra i primissimi lavori dell'autore, è stato tradotto in italiano solo in seguito al successo internazionale dei suoi primi best seller, come La cruna dell'ago, Il codice Rebecca, L'uomo di Pietroburgo e Sulle ali delle aquile.
La trama di questo romanzo breve è semplice, ma lascia intravedere diversi tratti che diventeranno una costante nei lavori più maturi di Ken Follett, in particolare la riuscita caratterizzazione dei personaggi anche minori. Nelle sole cento pagine dell'opera il lettore incontra infatti, oltre ai due protagonisti (altro elemento ricorrente nelle opere successive di Follett), circa una decina di altri personaggi, tutti rapidamente ma efficacemente delineati.

## Trama
Due amici adolescenti si divertono a giocare negli studi cinematografici Kellerman, da tempo chiuso e prossimi alla demolizione. Tuttavia questo è anche il luogo scelto come rifugio da una banda di rapinatori, con la quale i due ragazzi si troveranno a fare i conti. Mick e Izzy vivono nello stesso quartiere e consegnano insieme i giornali dell'edicola del Signor Thorpe.